# Бредское соглашение (1667)
Бредское соглашение, Мир в Бреде (нидерл. Vrede van Breda) — международный договор, подписанный в голландском городе Бреда 21 (31) июля 1667 года Англией, Голландской республикой (Нидерланды), Францией и Данией. Соглашение привело к скорому и неокончательному завершению Второй Англо-Голландской войны (1665—1667 годов), во время которой участвующие в Деволюционной войне войска Людовика XIV начали вторгаться в Испанские Нидерланды, но оставило многие территориальные споры нерешёнными. Таким образом это было типичное соглашение основанное на принципе uti possidetis — то есть стороны могут владеть тем, что захватили.

## История
На последних стадиях войны преимущество было на стороне голландцев. Лейтенант-адмирал Михаил Рюйтер практически контролировал моря у южного побережья Англии после успешного рейда на Медуэй, и его присутствие подталкивало английских представителей просить скорейшего мира. Сильно затянувшиеся переговоры, которые в действительности начались в Бреде до этого рейда, завершились всего через десять дней после их возобновления.
Во время переговоров английские представители Дензил Холлис и Генри Ковентри предложили вернуть Новые Нидерланды в обмен на сахарные фактории на побережье Суринама, которые ранее, в 1667 году, были захвачены Абрахамом Крийнссеном. Голландская сторона отклонила это предложение. В Ост-Индии голландцы добились мировой монополии на торговлю мускатным орехом, принудив Англию отказаться от притязаний на Рун, самый западный из островов архипелага Банда. Навигационный акт был смягчен тем, что голландцам теперь было дозволено поставлять на рынки Англии немецкие товары, вывозимые по Рейну.
Так как тогда средства связи были медленные, то для разных частей света были установлены особые даты, в которые законные военные действия должны прекратиться: 5 сентября для районов Ла-Манша и Северного моря, 5 октября — для других европейских морей, 2 ноября — для африканского побережья к северу от экватора и 24 апреля 1668 года — для остального мира.
В Северной Америке Акадия была возвращена Франции без уточнения, какие именно территории на суше имеются в виду. Томасу Темплу, губернатору Акадии, проживавшему в Бостоне, была вручена грамота Оливера Кромвеля, которая игнорировала соглашение, и фактическая передача этой территории была отложена до 1670 года. Кроме того, завоевание Новых Нидерландов англичанами было подтверждено 21 июля 1667 года, что послужило созданию колоний: Нью-Йорк, Нью-Джерси, Пенсильвания и Делавэр.
В Вест-Индии Англия и Франция провели новые границы на острове Сент-Китс.
Наиболее полный рассказ современника войны впервые был опубликован на голландском языке, а затем на французском в 1668 году под заголовком Description exacte de tout ce qui s’est passé dans les guerres. Он содержит перечень голландских судов и имущества, потерянных в Северной Америке, отчет о захвате в 1664 году Нью Амстердама (нынешнего Нью-Йорка) с условиями капитуляции губернатору Ричарду Николсу и о плавании Михаила Рюйтера в Вест-Индию. Голландия отметила Бредское соглашение изготовлением патриотической гравюры.
Стороны согласились отсрочить обсуждение вопроса о выкупе Оркнейских (1468) и Шетландских островов (1469) на будущее.